# Temporada da NFL de 1932
A Temporada de 1932 da NFL foi a 13ª temporada regular da National Football League. Embora o Boston Braves se juntou a NFL antes do começo da temporada, com a perda do Providence Steam Rollers, Cleveland Indians e Frankford Yellow Jackets, o número de membros foi para oito times, o menor número de participantes na história da NFL.
Embora o Green Bay Packers terminara a temporada com 10 vitórias, o título da liga foi determinado pela porcentagem de vitórias, não contando os empates. O Portsmouth Spartans e o Chicago Bears terminaram a temporada em primeiro lugar (6-1). Pela primeira vez, a NFL decidiu realizar uma partida eliminatória para determinar o Campeão da NFL. Com o tempo extremamente frio, a partida teve de ser mudada do Wrigley Field para um lugar coberto, o Chicago Stadium. O campo de futebol americano improvisado no estádio só possuia 80 jardas de comprimento com as endzones menores do que o normal. Os postes do goltiveram que ser mudados para a linha de gol (a de 0 jardas). Aparentemente esta mudança foi apreciada, pois manter os postes do gol na linha de gol foi uma das grandes mudanças da liga para o ano seguinte. O Bears venceu o jogo por 9-0, que estava sem nenhum ponto marcado até o quarto quarto. A partida contou nas posições finais, o que levou o Spartans ao terceiro lugar. O Spartans tornou-se o Detroit Lions em 1934.

## Disputa pelo campeonato
Após a temporada de 1932, a NFL se dividiria em duas divisões (e depois duas conferências), e os campeões de cada uma se enfrentariam em um jogo decidindo o vencedor do campeonato. Em 1932, havia um empate nas posições no final do calendário decidido da temporada regular. Jogos empatados não contavam nas classicações, por isso os Spartans com um resultado de (6-1-4) e o Bears com (6-1-6) ambos tinham como resultado contado 6 vitórias, 1 derrota, resultando em uma porcentagem de .857.  Sob o tratamento usado mais tarde para empates (o empate vale meia vitória, meia derrota), Portsmouth teria terminado com .727 e Chicago com .692, respectivamente, enquanto Green Bay com 10-3-1 teria vencido o campeonato com a porcentagem de .750.
O Green Bay Packers estavam invictos (8-0-1) após nove jogos, e após o final de semana do Thanksgiving, o resultado de 10-1-1 ainda estava bem a frente de Portsmouth (5-1-4) e Chicago (4-1-6).  Na Semana 12 (4 de Dezembro), o Spartans derrotaram os Packers por 19-0, enquanto os Bears derrotaram o Giants por 6-0.  Portsmouth, com 6-1-4 (.857), assumiu a liderança, enquanto o Packers (10-2-1) e o Bears (5-1-6) estavam empatados em segundo (.833).  Na Semana 13, o Bears recebeu o Packers. Se Green Bay vencesse, um resultado final de 11-2-1 ainda os teria mantido em segundo (.846), mas o Bears venceu o Packers por 9-0, conseguindo um final de 6-1-6  e um empate nas posições com Portsmouth.  Embora descrito como "playoff", a vitória do Bears 9-0 sobre Portsmouth em 18 de Dezembro contou nas posições da temporada regular, com o Bears (7-1-6 e .875) a frente do Packers (10-3-1 e .769) e do Spartans (6-2-4 e .750).

## Classificação final
Inclui o resultado do jogo eliminatório da NFL em 1932
V = Vitórias, D = Derrotas, E = Empates , PCT= Porcentagem de vitórias
Note: Empates não eram oficialmente contados nas classificações até 1972
| Time                     | V  | D | E | PCT  |
| ------------------------ | -- | - | - | ---- |
| Chicago Bears            | 7  | 1 | 6 | .875 |
| Green Bay Packers        | 10 | 3 | 1 | .769 |
| Portsmouth Spartans      | 6  | 2 | 4 | .750 |
| Boston Braves            | 4  | 4 | 2 | .500 |
| New York Giants          | 4  | 6 | 2 | .400 |
| Brooklyn Dodgers         | 3  | 9 | 0 | .250 |
| Chicago Cardinals        | 2  | 6 | 2 | .250 |
| Staten Island Stapletons | 2  | 7 | 3 | .222 |

## Jogo extra
|  | Playoff Game        |   |
|  |                     |   |
|  | Chicago Bears       | 9 |
|  | Portsmouth Spartans | 0 |

18 de Dezembro, 1932 no Chicago Stadium

## Líderes da liga
| Estatística | Nome          | Time      | Jardas |
| ----------- | ------------- | --------- | ------ |
| Passes      | Arnie Herber  | Green Bay | 639    |
| Corridas    | Cliff Battles | Boston    | 576    |
| Recepções   | Ray Flaherty  | New York  | 350    |